# Cumberland County (Nova Scotia)
Cumberland County ist eines der zurzeit 18 Countys in der kanadischen Provinz Nova Scotia (Neuschottland). Es liegt im Nordwesten der Provinz und grenzt im Südosten an Colchester County sowie im Nordwesten an die Provinz New Brunswick. Das County liegt im Nordosten an der Northumberland Strait und im Südwesten an der Bay of Fundy (mit der Chignecto-Bucht und dem Minas-Becken). Sein Verwaltungssitz ist Amherst. Das County und damit die gesamte Provinz ist über den Nova Scotia Highway 104, welcher Bestandteil des Trans-Canada Highway-Systems ist, und die CN-Hauptstrecke von Halifax nach Montreal an das übrige Verkehrsnetz angeschlossen. Weiterhin findet sich in Amherst ein Bahnhof, der von VIA Rail Canada genutzt wird.
Die Einwohnerzahl beträgt 30.005 (Stand: 2016).
2011 lebten in der 4.272,65 km² großen Verwaltungseinheit 31.353 Einwohner, woraus sich eine Bevölkerungsdichte von 7,3 Einwohnern/km² ergibt. Dabei ist die Einwohnerzahl, im Vergleich zum Zensus aus dem Jahr 2006, erneut zurückgegangen. Die Bevölkerung nahm um 2,2 % ab. Das County ist, nach der Halifax Regional Municipality, das zweitgrößte der Provinz, aber mit seiner Einwohnerzahl und damit der Einwohnerdichte liegt es nur im Mittelfeld aller Countys.

## Geschichte
Bereits vor der Entdeckung durch Europäer war diese Gegend Siedlungs- und Jagdgebiet von First Nations, der Mi’kmaq. In ihrer Sprache hatte das Gebiet den Namen Kwesomalegek, was sich mit hardwood point ins Englische übersetzen lässt. Das County wurde am 18. Juni 1759 gegründet und nach William Augustus, Duke of Cumberland, einem Sohn von Georg II., benannt. Im Laufe der Zeit wurden seine Grenzen mehrmals verändert.

## Gemeinden
Im Cumberland County gibt es die Towns:
- Amherst,
- Oxford sowie
- Parrsboro.

Neben weiteren kleinen Gemeinden, wie Springhill, Pugwash oder River Hebert, gibt es im County auch mehrere Indianerreservate.